# Fédération Sahraouie du Football
Die Fédération Sahraouie du Football (arabisch الاتحاد الصحراوي لكرة القدم, DMG al-Ittiḥād aṣ-Ṣaḥrāwī li-kurat al-qadam, spanisch Federación Saharaui de Fútbol) ist der Fußballverband der umstrittenen Demokratischen Arabischen Republik Sahara. 
Er ist weder Mitglied des afrikanischen Fußballverbands CAF noch der FIFA. Aus diesem Grund ist die Teilnahme an internationalen Turnieren der beiden Verbände ausgeschlossen. Der Verband ist seit 2013 Vollmitglied der Confederation of Independent Football Associations.
Der Verband wurde 1989 gegründet und hat seinen Sitz in El Aaiún. Er organisiert seit 2016 den jährlichen Sahrawi Republic Cup. Vereinzelt haben Vereine aus der Westsahara in marokkanischen Fußballligen gespielt und an Pokalwettbewerben teilgenommen.